# Ataque à base aérea de Chuhuiv
Em 24 de fevereiro de 2022, a Base Aérea de Chuhuiv em Chuhuiv, Kharkiv Oblast, Ucrânia foi alvo de um ataque aéreo das forças russas como parte da ofensiva do nordeste da Ucrânia durante a invasão russa da Ucrânia em 2022.

## Precedentes
A base aérea de Chuhuiv está localizada na cidade de Chuhuiv, no Oblast de Kharkiv, na Ucrânia. A base aérea abrigava os drones Baykar Bayraktar TB2, bem como os aeródromos militares em Starokostyantyniv e Mykolaiv .

## Ataque
Nas primeiras horas da invasão militar russa da Ucrânia, um ataque de mísseis russos atingiu a base aérea de Chuhuiv. Após o ataque, a empresa de tecnologias espaciais Maxar, com sede nos EUA, publicou imagens de satélite mostrando os danos resultantes do ataque do míssil. De acordo com informações de inteligência de código aberto, o ataque deixou danos às áreas de armazenamento de combustível e outras infraestruturas aeroportuárias.

## Ataques posteriores
Em 10 de abril de 2022, autoridades russas disseram que suas forças atacaram as defesas aéreas ucranianas S-300 presentes na base aérea de Chuhuiv.